# Грачова Наталія Миколаївна
Наталія Миколаївна Грачова (Прокопченко) — радянська легкоатлетка (п'ятиборство, семиборство). Заслужений майстер спорту СРСР (1984)

## Біографічні відомості
Народилась 21 лютого 1952 у місті Інгулець Широківського району Дніпропетровської області.
Чемпіонка і рекордсменка СРСР, володарка Кубка Європи 1977 року в командному заліку, переможниця змагань Дружба-84. Викладач. У 1982 році встановила рекорд СРСР у семиборстві — 6474 очка.

## Досягнення
- Чемпіонат СРСР з легкої атлетики 1982 року —  (семиборство — 6611);
- Чемпіонат СРСР з легкої атлетики в приміщенні 1983 року —  (п'ятиборство — 4630);
- Чемпіонат СРСР з легкої атлетики 1985 року —  (семиборство — 6427);